# Ryo Miyaichi
Ryo Miyaichi (født 14. december 1992) er en japansk fodboldspiller, der har spillet for Arsenal F.C. siden 2010, men som ved udgangen af januar 2012, blev udlejet til Bolton Wanderes. Her skal han spille for resten af sæsonen 2011-12.
Boltons manager Owen Coyle, er overordentlig tilfreds med den lånte spiller, og ville egentlig gerne have ham permanent på holdet.